# 丰乐街道 (沈阳市)
丰乐街道，曾是中华人民共和国辽宁省沈阳市沈河区下辖的一个乡镇级行政单位。2019年12月，撤销丰乐街道，所辖辖区分别划入南塔街道和泉园街道。

## 行政区划
丰乐街道下辖以下地区：
。